# دانييلا شيلر
دانييلا شيلر (وُلدت في 26 أكتوبر 1972 في إسرائيل) هي عالمة أعصاب وقائدة مختبر علم الأعصاب العاطفي في مدرسة طب ماونت سيناي. تُشتهر شيلر بعملها في إعادة توطيد الذاكرة، بالإضافة إلى تعديل الذاكرة والتعلم.

## البحث العلمي
تهدف أبحاث شيلر إلى كشف الآليات العصبية المعرفية المسؤولة عن جعل الذكريات العاطفية مرنة أو قابلة للتعديل، ما يسمح بالتالي بتعديل الذاكرة وتكييف السلوكيات الاجتماعية والعاطفية.

### أبحاث التعديل على تعلم الخوف
عالجت أبحاث شيلر هذا السؤال من خلال توظيف نموذج سلوكي يُدعى التعلم العكسي بالتزامن مع التصوير العصبي وقياسات الموصلية النفسية للجلد. كان على الأفراد المشاركين في هذه المهمة في البداية تعلم ربط أحد المنبهين المحايدين مع نتيجة منفرة (مرحلة الاكتساب)، ثم خضعوا لعملية التعديل المرنة لهذا التعلم السابق مع بدء المنبه الثاني في التنبؤ بالنتيجة المنفرة، بينما توقف التنبيه التنبئي الأولي عن القيام بذلك (مرحلة الانعكاس). وجدت الدراسة أن استجابتي اللوزة والجسم المخطط قادرتان على تتبع القيمة المنفرة التنبئية للمنبهات الشرطية بمرونة، بالإضافة إلى تحويل استجابتيهما من منبه إلى آخر عند حدوث الانعكاس. لعبت قشرة فص الجبهة البطنية الإنسية (في إم بّي إف سي) دورًا في هذه العملية وإن يكن بشكل معاكس، إذ أظهرت استجابات أكثر قوة للمنبهات الآمنة، لكنها فصلت أيضًا المنبهات الآمنة «الساذجة» عن تلك التي كانت خطرة لكنها أصبحت آمنة فيما بعد. من أجل تحديد الآلية العامة الكامنة خلف تعديل الخوف بصرف النظر عن الاستراتيجية الدقيقة المستخدمة، أثبت كل من شيلر وموريسيو ديلغادو وجود النظم العصبية المتداخلة التي تتوسط إخماد الخوف المتعلم، وعكسه وتنظيمه. استخدمت الأبحاث اللاحقة بيانات التعلم العكسي من أجل فصل عمليات الحوسبة المختلفة التي يؤديها الجسم المخطط (خطأ التنبؤ) خلال تعلم الخوف. ساعد بروتوكول الانعكاس أيضًا في تحديد الفروقات بين المحاربين القدامى المشخصين أو غير المشخصين باضطراب الكرب التالي للصدمة النفسية فيما يتعلق بكيفية حوسبتهم خطأ التنبؤ وتحديث قيم المنبهات التنبئية للخوف، بالإضافة إلى التتبع العصبي لعمليات الحوسبة هذه. توسعت أبحاث شيلر أيضًا لتغطي التعلم الفعال للتجنب النشط، ما أثمر بكشف الآليات العصبية المسؤولة عن التنبؤ بالتعامل النشط الناجح مع التهديدات في الدماغ البشري.